# Oscar Temaru
Oscar Manutahi Temaru (Faa'a, 1 de novembro de 1944) é um político francês que foi Presidente da Polinésia Francesa.

## Biografia
Temaru nasceu numa família pobre. Muito jovem alista-se no exército francês e parte para a guerra na Argélia, regressando em 1972 ao Taiti, onde começa a trabalhar na alfândega.
Em 1979 forma a Frente de Libertação da Polinésia (Tavini Huiraatira), partido político independentista. Alcança, assim, a presidência da Câmara da sua cidade natal, Faa'a, em 1983. Ele torna-se o mais importante crítico da gestão de Gaston Flosse, na época à frente do governo autónomo da Polinésia Francesa. Nos anos noventa encabeçou as manifestações contrárias aos testes nucleares franceses em Moruroa.
Após várias tentativas, chega a presidente do governo autónomo em Março de 2004, mandato que só durou alguns meses devido à instabilidade política que se instalara neste território ultramarino francês. Uma moção de censura, propiciada pela saída de um membro do seu partido para a oposição, provoca a volta ao poder do seu adversário, Gaston Flosse, em Outubro de 2004, com o apoio entusiasta do governo da metrópole.
O assunto foi levado aos tribunais, o que levou à anulação dos resultados eleitorais. As novas eleições ali celebradas deram um triunfo mais amplo aos partidários de Temaru, o que lhe levou de novo à presidência da Polinésia Francesa, em 3 de Março de 2005. Em finais de 2006, uma outra moção de censura, auspiciada pela oposição e aprovada pela Assembleia, fez com que fosse substituído por Gaston Tong Sang. Volta em Setembro de 2007 saindo um ano depois. Em 11 de fevereiro de 2009 volta a assumir o poder de presidente da Polinésia Francesa, saindo em novembro desse mesmo ano. Regressa a 1 de abril de 2011 e permanece em funções até 17 de maio de 2013.